# Trận Lemberg (1914)
Trận Lemberg là trận đánh diễn ra giữa đế quốc Nga và đế quốc Áo-Hung từ ngày 26 tháng 8 đến ngày 11 tháng 9 1914 trong thế chiến thứ nhất tại Lemberg, Galicia. Kết thúc trận đánh là việc Nga chiếm được Lemberg và đánh cho Áo-Hung đại bại.

## Hoàn cảnh dẫn đến trận đánh
Khi nghe tin quân Nga bị đồng minh Đức đánh bại tại Đông Phổ, tham mưu trưởng quân đội Áo-Hung quyết định mở 1 cuộc phản công đẩy lùi quân Nga khỏi Galicia để ngăn chặn quân Nga tiến quá sâu vào lãnh thổ Áo-Hung. Nikolai Ivanov, tổng chỉ huy quân Nga tại mặt trận Tây Nam cho rằng cuộc phản công của quân đội Áo-Hung sẽ diễn ra tại địa điểm gần pháo đài Lemberg. Ông ra lệnh cho 2 tập đoàn quân Nga từ phía đông phối hợp với 2 tập đoàn quân khác tấn công từ phía bắc.

## Diễn biến
Tập đoàn quân số 1 của đế quốc Áo-Hung dưới sự chỉ huy của Viktor Dankl di chuyển lên phía Bắc Galicia đến Brest-Litovsk để cắt con đường giao thông bằng xe lửa từ Warsaw đến Kiev. Quân của Dankl đã đẩy lùi tập đoàn quân số 4 của Nga tại Krasnik. Về phía cánh phải của Dankl, tập đoàn quân số 4 của Áo cùng đẩy lùi được tập đoàn quân số 5 của Nga dưới sự chỉ huy của Pavel Plehve.
Lợi dụng quân Nga liên tiếp bị đẩy lùi tại phía Bắc, quân Áo ở phía Nam Galicia đồng thời cũng mở cuộc tấn công vào cánh trái quân Nga. Tập đoàn quân số 3 của Nga dưới sự chỉ huy của Nikolai Ruzsky và tập đoàn quân số 8 dưới sự chỉ huy của Aleksei Brusilov đã đánh tan cuộc tấn công đó của quân đội Áo-Hung và vì điều kiện đường sá không tốt nên quân Nga phải dừng việc tiến quân trong 2 ngày. Tuy nhiên trận thua lớn đã làm cho quân đội Áo-Hung không thế tập hợp lại lực lượng và ngăn cuộc tiến quân của quân Nga.
Với sự rút lui của quân đội Áo-Hung tại phía nam Galicia, Conrad đã rút phần lớn quân lực ở phía bắc xuống tăng cường vì cho rằng quân Nga ở phía bắc đã hoàn toàn bị đánh bại. Đó là 1 quyết định sai lầm vì quân Nga ở phía bắc vẫn còn khả năng tổ chức tấn công. Tổng chỉ huy quân đội Nga ở mặt trận Tây Nam, Ivanov ra lệnh cho tướng Plehve chỉ huy tập đoàn quân số 5 tấn công và đẩy lùi quân Áo ở phía Bắc Galicia đang di chuyển xuống chi viện cho phía Nam. Tập đoàn quân số 2 của Áo được nhanh chóng gọi về từ Serbia để chi viện nhưng đã quá muộn để xoay chuyển tình thế. Toàn bộ phòng tuyến của Áo tại Galicia sụp đổ và quân đội Nga nắm quyền kiểm soát Lemberg.

## Kết quả
Với sự rút lui của quân Áo, nhiều người Slaver và người Tiệp Khắc trong quân đội Áo-Hung đã ra đầu hàng hàng loạt và thậm chí một số còn chuyển sang chiến đấu cho quân Nga. Kết thúc trận đánh vào ngày 11 tháng 9, số tổn thất của 2 bên là 255.000 quân Nga và 300.000 quân Áo-Hung, 130.000 quân Áo-Hung khác bị bắt làm tù binh.
Sau trận đánh này, quân Nga đã tiến sâu vào lãnh thổ Áo-Hung 100 dặm, tiến sát chân núi Carpathian và bao vây thành phố Przemyśl và cuộc vây hãm thành phố này đã kết thúc sau hơn 100 ngày. Nếu quân Nga không gặp khó khăn về hậu cần và hạn chế tổn thất thì có thể đã loại Áo-Hung ra khỏi vòng chiến ngay năm 1914. Trận đánh này đã làm quân đội Áo-Hung gặp phải thiệt hại nặng và làm nước này mất đi nhiều binh lực tại mặt trận phía Đông.